# Mjödträsk
Mjödträsk eller Möträsk är en sjö i Finland. Den ligger i kommunen Sibbo i landskapet Nyland, i den södra delen av landet, 26 km nordost om huvudstaden Helsingfors. Mjödträsk ligger 31 meter över havet. I omgivningarna runt Mjödträsk växer i huvudsak barrskog. Arean är 14 hektar och strandlinjen är 2,23 kilometer lång. Sjön  ingår i Sibbo å huvudavrinningsområde. 